# Fátima Foronda
Fátima Lucía Foronda Rivas (Santiago de Surco, 10 de junio de 1985) es una cantautora, activista social,  escritora y música peruana. 
En el ámbito musical, ganó reconocimiento por ser la guitarrista, corista y cofundadora de la banda de punk rock Área 7 a partir del año 1999. A lo paralelo, se ha desempeñado como solista desde 2018, desempeñándose en la música fusión, añadiendo ritmos andinos y modernos. 
En el ámbito literario, fue la autora de la obra narrativa Diario delirio, publicada en 2023. 
Como activista, se ha desempeñado como directora y fundadora de la organización social Pasito a pasito. 

## Biografía

### Primeros años
Nació el 10 de junio de 1985 en Santiago de Surco, distrito de la provincia de Lima, Región Lima, bajo el nombre de Fátima Lucía Foronda Rivas. Es la hermana gemela de la cantante de rock peruana Diana Foronda. Vivió sus primeros años junto a su familia en Ica.
Estudió la facultad de ciencias de la comunicación en la Universidad de San Martín de Porres, siendo egresada del centro educativo en el año 2007, y realizó un curso técnico de primeros auxilios en la Universidad Nacional Mayor de San Marcos.

### Trayectoria
Comenzó su carrera artística en el año 1999, conformando y fundando la banda musical de punk rock peruana Área 7 junto a su hermana Diana, donde se ha desempeñado como guitarrista y a la vez, corista. Como integrante de la banda musical, participó en la composición del tema musical «Mártires» con la producción de Lando Beat Maker y Percy Flores. Adicionalmente, trabajó en los arreglos y la guitarra eléctrica del tema «Héroes».
Como activista social, se ha desempeñado como directora de la organización Pasito a pasito desde el año 2012, encargada de realizar murales en las paredes de los barrios populares de Perú, además de recibir apoyo a las clases bajas.
Tras diecinueve años de trayectoria musical, a partir del año 2018, Foronda anuncia su faceta como solista, lanzando su disco debut Kuyayki, comprendiendo la canción «No tengo tu amor», bajo la dirección de Jarot Mansilla y la producción musical de su pareja sentimental, el cantautor Miki González, incursionandose en la música fusión andina.
Años más tarde, en el año 2020, estrenó su segundo LP «Te recibo» bajo el formato de música fusión andina, manteniendo a Miki González en la producción musical y contando con la participación especial del violinista Andrés «Chimango» Lares.
En el año 2020, anunció su postulación al Congreso de la República del Perú en representación de la Región Ica con el partido político Unión por el Perú durante las elecciones generales del año siguiente, finalmente sin conseguir el cargo. Al año siguiente, lanza su siguiente sencillo Sombra de Huarango, basada en su historia familiar.
En el año 2023, se incursiona como escritora, anunciando la publicación de su primer libro Diario delirio, cuya formato es del género narrativo, teniendo como protagonista a María Rosario Hernández, quién atraviesa las carencias del lugar donde vivía debido a la crisis política.
Volvió a trabajar con Lares para el lanzamiento de su disco Cuando te conocí en 2024, manteniéndose en los ritmos andinos.
En el año 2025, estrenó su nuevo material musical 2 notas, bajo el formato de autobiografía y añadió la cumbia peruana a la canción, contando con la participación de Miki González como productor musical, ganando notoriedad por la frase «Hacer dinero yo no sé» en referencia al narcisismo en la sociedad peruana.

## Controversias
En el año 2021, fue intervenida por la Policía Nacional del Perú por intento de robo de una prenda de vestir en una tienda de departamentos en el distrito de Miraflores. Foronda afirmó que intentó robar como «medida de protesta», ya que no dejaron ingresar a un amigo cercano, y confirmó que fue un malentendido ante las autoridades.

## Discografía

### LP de estudio
- 2022: Te recibo
- 2022: Sombra de Huarango
- 2023: Cuando te conocí
- 2025: 2 notas

## Literatura
- Diario delirio (2023)